# Supercupen 2009
La Supercupen 2009 fu la 3ª edizione della Supercupen, annuale incontro tra la vincitrice della Allsvenskan e la vincitrice della Svenska Cupen. La partita si disputò al Fredriksskans IP di Kalmar, in data 21 marzo 2009, e a contendersi il trofeo furono l'IFK Göteborg ed il Kalmar.
Il Kalmar vinse la sua prima Supercoppa battendo l'IFK Göteborg 1-0, invertendo così il risultato finale dell'edizione precedente.

## Tabellino
| Arbitro: | Johanesson |

|            |           |  |
| Mendes 89’ | Marcatori |  |